# ФК „Спортул Студенцеск“ (Букурещ)
ФК „Спортул Студенцеск“ (на румънски: FC Sportul Studențesc București) е футболен клуб от Букурещ, столицата на Румъния.

## История
Отборът е основан на 11 февруари 1916 г.
„Спортул Студенцеск“ се е срещал с български отбори в официални и приятелски срещи – с „Нафтекс“ (Бургас), „Пирин“ (Благоевград), „Черно море“ (Варна). С „Лудогорец“ се е срещал веднъж в приятелски мач на 14 юли 2011 г. в Австрия, като срещата завършва 4-3 за българите.

## Успехи
- Финалист за купата на Румъния (3): 1938–39, 1942–43, 1978–79
- Носител на Балканската купа (1): 1980

## Бивши футболисти
- Мирча Луческу
- Аурелиан Патрашку
- Георге Хаджи

## Бивши треньори
- Йоан Андоне